# Храм Грузинской иконы Божией Матери (Якшино)
Храм Грузинской иконы Божией Матери села Якшино — приходской православный храм в городском округе Чехов, в деревне Якшино. Относится к Чеховскому благочинию Подольской епархии Русской православной церкви.

## История
Основан в начале XVII века. В 1767 году началось строительство каменного храма князем А. Г. Волконским. 27 января 1938 года последний настоятель храма священник Аркадий Лобцов был арестован и позже расстрелян на Бутовском полигоне. В 1953 году храм был разрушен.
В 1998 году началось восстановление храма. В 2007—2008 годах в храме были проведены полномасштабные работы по росписи стен храма, позолочены купола и после этого, 19 сентября 2009 года, храм был освящен.

## Настоятели храма
- Василий Алексеев (с 1722)
- Стефан Леонтьевич Соколов (с 1802)
- Сергий Дмитриевич Виноградов (с 1850)
- Леонид Воздвиженский (1893)
- Владимир Молчанов (1905)
- Николай Беляев (1907)
- Священномученик Аркадий Лопасненский
- Аркадий Лобцов (с 1929). Расстрелян в 1938[1]
- Евгений Хмыров